# Чехович Олександр Олександрович
Олекса́ндр Олекса́ндрович Чехо́вич (* 23 листопада (5 грудня) 1870, Кам'янець-Подільський — † 16 червня 1928, с. Білка (зараз Перемишлянський р-н, Львівська обл.) — український військовий юрист. Генерал-хорунжий УНР.

## Життєпис
Олександр Олександрович Чехович народився 23 листопада (за новим стилем — 5 грудня) 1870 року в Кам'янці-Подільському. Його батько — поручик Олександр Матвійович Чехович — служив (за станом на 1 червня 1872 року) при управлінні подільського губернського військового начальника, був командиром другої роти губернського батальйону.
Олександр закінчив Володимирський Київський кадетський корпус. Службу розпочав 1(13) вересня 1889 року. 1891 року закінчив у Санкт-Петербурзі перше Павлівське військове училище, служив у 11-й польовій артилерійській бригаді.
1906 року в Санкт-Петербурзі закінчив Олександрівську військово-юридичну академію по першому розряду. Упродовж року й 10 днів був кандидатом на військово-судові посади, упродовж 9 місяців — військовим слідчим. Далі перебував на посаді помічника військового прокурора двох військово-окружних судів: від 15(28) березня 1908 року — Кавказького, від 30 серпня (12 вересня) 1912 року — Київського.
Учасник Першої світової війни. Від 19 липня 1914 року — штаб-офіцер при завідувачі військово-судової частини штабу головнокомандувача Південно-Західного фронту. Від 1 вересня 1914 року — штаб-офіцер штабу військового губернатора Галичини. Від 29 листопада 1914 року — військовий слідчий Першого Київського військового училища, за сумісництвом — слідчий особливо тяжких справ у Київському військово-окружного суді. Від 29 травня 1917 року — військовий суддя Київського окружного суду. Від 20 серпня 1917 року — голова корпусного суду 32-го армійського корпусу. Юрій Киркиченко, якого вище командування призначило «військовим слідчим до особливо складних господарчих справ Київської військової округи», писав у спогадах «До історії українського військового судівництва»: «До Києва прибув я в квітні 1917 року і мав прийняти справи від полковника Чеховича (вмер на еміграції), теж українця; його призначили на голову якогось корпусного суду на фронті».
Від 1 січня 1918 року — товариш начальника головної військово-судової управи Військового міністерства Української Народної Республіки. Від 10 березня 1918 року — старший військовий слідчий, а від 20 квітня 1918 року — голова Київського вищого військового суду.
Від 20 жовтня 1918 року — начальник прокурорського відділу Головної військово-судової управи Військового міністерства Української Держави, згодом — Військового міністерства УНР. Микола Литвин і Кім Науменко у «Довіднику з історії України» так прокоментували цей момент: «Усунутий з посади за прихильне ставлення до українських справ. За Директорії УНР повернувся до виконання своїх обов'язків».
Від 14 червня 1919 року — начальник законодавчого відділу Військового міністерства УНР, а від 7 червня 1920 року — помічник начальника Головної військово-судової управи й головного військового прокурора УНР. Від лютого 1921 року — начальник Головної військово-судової управи військового міністерства, водночас Головний військовий прокурор УНР.
Одна із справ, яку довелося розглядати Чеховичу як головному військовому прокуророві, стосувалася так званого «антидержавного заколоту» 1-ї Запорізької дивізії Дієвої армії УНР, що мав місце в таборах для інтернованих. Зокрема, військово-слідча комісія ухвалила притягти до відповідальності за звинуваченням у злочині полковника Івана Литвиненка та генерала Гаврила Базильського, що якраз повернулись до Вадовиць. Досудове слідство у справі порушення обома старшинами основних положень дисциплінарного статуту було завершено дуже швидко — уже на початку серпня 1921 року. Вивчивши матеріали слідства, головний військовий прокурор знайшов у діяльності Базильського пом'якшувальні обставини, на відміну од Литвиненка. У поданій головному отаманові Симону Петлюрі доповіді Чехович висловив думку про можливість повернути генерала на командну посаду в Дієвій армії УНР.
22 листопада 1921 року Чехович надіслав командармові й військовому міністрові УНР Петру Єрошевичу доповідь «щодо незакінченого досудового слідства у справі про заколот в частинах українського війська в таборі Вадовиці». У ній він зазначав: «Особи, яких вже притягнено до слідства як обвинувачених, підлягали б, на підставі 7 ст. закону 21 квітня 1920 р. — про підсудність військовим судам та інше, Вищому військовому судові після скінчення досудного слідства; одночасно належало б продовжити слідства про злочини осіб, яких ще до слідства не було притягнено. Якби що не виявилося зв'язку між всіма обставинами, то справу цю належало б розді на кілька окремих справ і розглядати їх в суді наріжно. Одначе, приймаючи на увагу обставини сучасного менту та перебування армії в умовах інтернації, вважав би тимчасово недоцільним дальше переведення по цій справі досудного слідства, тим більше, що його фактично й не можна переводити через ті ж умови». Усім звинуваченим за винятком генерала Базильського, загрожувало довічне ув'язнення або ж, у разі виявлення пом'якшувальних обставин, ув'язнення терміном до 6 років, але Чехович з огляду на неможливість далі провадити досудове слідство, «відсутність ганебності в заподіяних зазначеними старшинами злочинах» і доцільність надання їм можливості зменшити свою провину подальшою бездоганною службою пропонував залишити їх на військових посадах. Фактично це б означало амністію.
Олександр Чехович помер на еміграції у Польській республіці.

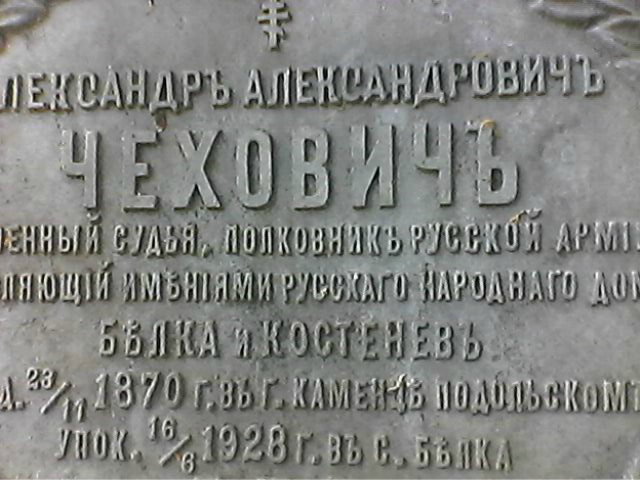
Табличка з надгробного хреста

## Військові звання
- 1(13) вересня 1889 року — розпочав військову службу
- 10(22) серпня 1890 року — підпоручик
- 10(22) серпня 1894 року — поручик
- 19(31) липня 1898 року — штабс-капітан
- 19 липня (1 серпня) 1902 року — капітан
- 6(19) грудня 1907 року — підполковник
- 6(19) грудня 1911 року — полковник
- жовтень 1920 року — генерал-хорунжий

## Нагороди
- 1907 рік — орден Святої Анни третього ступеня
- 1910 рік — орден Святого Станіслава другого ступеня
- 10 травня 1937 року у Варшаві на першому засіданні Головної ради «Хреста Симона Петлюри» Чеховича посмертно нагороджено відзнакою Державного центру УНР в екзилі — «Хрестом Симона Петлюри»[6].